# Нагодув (Мазовецьке воєводство)
Нагодув (пол. Nagodów) — село в Польщі, у гміні Гостинін Гостинінського повіту Мазовецького воєводства.
Населення — 216 осіб (2011).
У 1975-1998 роках село належало до Плоцького воєводства.

## Демографія
Демографічна структура станом на 31 березня 2011 року:
|          | Загалом | Допрацездатний вік | Працездатний вік | Постпрацездатний вік |
| -------- | ------- | ------------------ | ---------------- | -------------------- |
| Чоловіки | 104     | 20                 | 79               | 5                    |
| Жінки    | 112     | 26                 | 64               | 22                   |
| Разом    | 216     | 46                 | 143              | 27                   |